# Christian Fischer (Erziehungswissenschaftler)
Christian Fischer (* 1965 in Coesfeld) ist ein deutscher Erziehungswissenschaftler, Psychologe, Hochschullehrer, Schulpädagoge und Begabungsforscher. Seit 2010 ist er Professor für Erziehungswissenschaft mit dem Schwerpunkt Schulpädagogik: Begabungsforschung und Individuelle Förderung an der Universität Münster. Er ist Mitbegründer und Vorstandsvorsitzender des Internationalen Centrums für Begabungsforschung (ICBF) der Universitäten Münster, Osnabrück und Nijmegen. Seit 2006 ist er zudem wissenschaftlicher Leiter des Landeskompetenzzentrums für Individuelle Förderung Nordrhein-Westfalen (lif) der Universität Münster, der QUA-LiS NRW und des Ministeriums für Schule und Bildung NRW.

## Leben
Nach seinem Abitur studierte Christian Fischer von 1987 bis 1992 die Fächer Deutsch, katholische Theologie und Mathematik für das Lehramt der Primar- und Sekundarstufe an der Universität Münster mit Abschluss des ersten Staatsexamens. Anschließend folgte ein Studium der Psychologie an den Universitäten Bielefeld und Münster mit dem Abschluss des Diploms. Die Promotion zum Doktor der Erziehungswissenschaft schloss er 2000 mit einer Arbeit zu „Hochbegabung und Lese-Rechtschreibschwierigkeiten – Eine empirische Untersuchung zum Zusammenhang von Hochbegabung und LRS sowie zur Förderung von besonders begabten Kindern mit LRS“ an der Universität Münster ab. Nach seinem Lehramtsreferendariat am Studienseminar Osnabrück legte er das zweite Staatsexamen ab. Von 2000 bis 2005 war Christian Fischer als wissenschaftlicher Assistent an der Erziehungswissenschaftlichen Fakultät am Institut für Schulpädagogik und Allgemeine Didaktik der Universität Münster mit dem Schwerpunkt Reformpädagogik/Montessori-Pädagogik tätig.
Im Jahr 2007 habilitierte er sich mit einer Arbeit über „Lernstrategien in der Begabtenförderung – Eine empirische Untersuchung zu Strategien Selbstgesteuerten Lernens in der individuellen Begabungsförderung.“ verbunden mit der venia legendi „Erziehungswissenschaft mit dem Schwerpunkt Schulpädagogik und Lehr-Lernforschung“. Es folgten eine Professur für Erziehungswissenschaft und Pädagogische Psychologie an der Pädagogischen Hochschule Zentralschweiz Luzern (2008–2010) und die Leitung des Instituts für Pädagogische Professionalität und Schulkultur der Pädagogischen Hochschule Zentralschweiz (PHZ) in Luzern. Seit 2010 ist Christian Fischer Professor für Erziehungswissenschaft mit dem Schwerpunkt Schulpädagogik: Begabungsforschung/Individuelle Förderung an der Universität Münster.
Christian Fischer ist seit 2016 Projektleiter im BMBF-geförderten Projekt Basiscurriculum Heterogenität: Dealing with Diversity in der Qualitätsoffensive Lehrerbildung an der Universität Münster. Eine weitere Projektleiterfunktion übernahm Christian Fischer 2018 im Rahmen des BMBF-geförderten Forschungs- und Entwicklungsprojekts „Leistung macht Schule“ (LemaS), das seit 2023 in der 2. Förderphase als LemaS-Transfer weitergeführt wird. Christian Fischer ist Steuergruppenmitglied des Forschungsverbundes LemaS und leitet den Arbeitsbereich Professionalisierung. Christian Fischer ist Mitglied des International Panel of Experts of Gifted Education (iPEGE), Delegierter des World Council for Gifted and Talented Children (WCGTC) sowie Chairman im Educational Board des European Council for High Ability (ECHA). Außerdem ist er Mitglied des Zentrums für Interdisziplinäre Nachhaltigkeitsforschung (ZIN) der Universität Münster.

## Arbeits- und Forschungsschwerpunkte
Christian Fischer forscht und lehrt im Schnittbereich erziehungswissenschaftlicher und psychologischer Begabungsforschung und Individueller Förderung im Arbeitsbereich Schulpädagogik und Inklusive Bildung am Institut für Erziehungswissenschaft der Universität Münster. Er entwickelte vor diesem Hintergrund u. a. das Forder-Förder-Projekt, ein pädagogisches Konzept der individuellen Förderung, dessen Grundlagen im Bereich der Begabungsforschung zu verorten sind. Zu seinen Forschungsschwerpunkten gehören: Begabungsförderung, Potenzialentwicklung, selbstreguliertes forschendes Lernen, transformatives Lernen, Nachhaltigkeitsbildung, Umgang mit Diversität und Inklusion, Lernstrategien, Lern- und Leistungsschwierigkeiten, Professionalisierung von Lehrpersonen.

## Publikationen

### Monographien
- Außerschulische Begabungsförderung für Kinder und Jugendliche aus sozial benachteiligten Lagen. Expertise für die Stiftung Mercator. C. Fischer, S. Schulte ter Hardt (2019) (kein Verlag angegeben).
- Individuelle Förderung als schulische Herausforderung. C. Fischer unter Mitarbeit von D. Rott, M. Veber, C. Fischer-Ontrup, A. Gralla (2014) Berlin: Friedrich Ebert Stiftung.
- Hochbegabung und Lese-Rechtschreibschwierigkeiten (LRS). Eine Untersuchung zum Zusammenhang von Hochbegabung und Lese-Rechtschreibschwierigkeiten sowie zur Förderung von besonders begabten Kindern. C. Fischer (1999) (kein Verlag angegeben).

### Herausgeberschaften
- Dimensionen der Begabungs- und Begabtenförderung in der Schule. Weigand, Gabriele; Fischer, Christian; Käpnick, Friedhelm; Perleth, Christoph; Preckel, Franzis; Vock, Miriam; Wollersheim, Heinz-Werner (Hrsg.) (2022) Bielefeld: wbv Media.
- Individuelle Förderung – Heterogenität und Handlungsperspektiven in der Schule. Christian Fischer, David Rott (Hrsg.) (2022) Münster; New York: Waxmann.
- Das neue Normal? Digital gestütztes Lernen in Distanz und Präsenz. Christian Fischer, Paul Platzbecker (Hrsg.) (2022) Münster: Waxmann.
- Erziehung am Ende? Wie Schulen mit herausforderndem Verhalten umgehen können. Christian Fischer, Paul Platzbecker (Hrsg.) (2021) Münster, New York: Waxmann.
- Strategien selbstregulierten Lernens in der Individuellen Förderung – Ein Praxishandbuch zum Forder-Förder-Projekt. C. Fischer, D. Hillmann, M. Kaiser-Haas, M. Konrad (Hrsg.) (2021) Münster: Waxmann.
- Erziehung – Werte – Haltungen. Schule als Lernort für eine offene Gesellschaft. C. Fischer, P. Platzbecker (Hrsg.) (2020) Münster: Waxmann.
- Begabungsförderung, Leistungsentwicklung, Bildungsgerechtigkeit – für alle! Christian Fischer, Christiane Fischer-Ontrup, Friedhelm Käpnick, Nils Neuber, Claudia Solzbacher, Pienie Zwitserlood (Hrsg.) (2020) Münster: Waxmann.
- Leistung macht Schule. Förderung leistungsstarker und potenziell besonders leistungsfähiger Schülerinnen und Schüler. G. Weigand, C. Fischer, F. Käpnick, C. Perleth, F. Preckel, M. Vock, H.-W. Wollersheim (Hrsg.) (2020) Weinheim und Basel: Beltz Verlag.
- Dealing with Diversity. Innovative Lehrkonzepte in der Lehrer*innenbildung zum Umgang mit Heterogenität und Inklusion. D. Rott, N. Zeuch, C. Fischer, E. Souvignier, E. Terhart (Hrsg.) (2018) Münster: Waxmann.
- Potenzialentwicklung. Begabungsfoerderung. Bildung der Vielfalt. Christian Fischer, Christiane Fischer-Ontrup, Friedhelm Kaepnick, Franz-Josef Moenks, Nils Neuber, Claudia Solzbacher (Hrsg.) (2017) Münster: Waxmann.
- Pädagogischer Mehrwert? Digitale Medien in Schule und Unterricht. C. Fischer (Hrsg.) (2017) Münster: Waxmann.
- Eine für alles? Schule vor Herausforderungen durch demografischen Wandel. C. Fischer (Hrsg.) (2016) Münster: Waxmann.
- (Keine) Angst vor Inklusion. Herausforderungen und Chancen gemeinsamen Lernens in der Schule. Fischer, C (Hrsg.) (2015) Münster: Waxmann.
- Giftedness Across the Lifespan – Begabungsförderung von der frühen Kindheit bis ins Alter. C. Fischer, C. Fischer-Ontrup, F. Käpnick, F.-J. Mönks, C. Solzbacher (Hrsg.) (2015) Berlin: LIT Verlag.
- Umgang mit Vielfalt: Aufgabe und Herausforderung für die LehrerInnenbildung. C. Fischer, M. Veber, C. Fischer-Ontrup, R. Buschmann (Hrsg.) (2015) Münster: Waxmann.
- Damit Unterricht gelingt. Von der Qualitätsanalyse zur Qualitätsentwicklung. C. Fischer (Hrsg.) (2014) Münster: Waxmann.
- Individuelle Förderung: Lernschwierigkeiten als Herausforderung. Teilleistungsschwierigkeiten – ADS/ADHS – Underachievement. C. Fischer, C. Fischer-Ontrup, M. Veber, U. Westphal (Hrsg.) (2013) Münster: LIT Verlag.
- Schule und Unterricht adaptiv gestalten. Fördermöglichkeiten für benachteiligte Kinder und Jugendliche. C. Fischer (Hrsg.) (2013) Münster: Waxmann.
- Diagnose und Förderung statt Notengebung? Problemfelder schulischer Leistungsbeurteilung. C. Fischer (Hrsg.) (2012) Münster: Waxmann.
- Individuelle Förderung multipler Begabungen. C. Fischer, C. Fischer-Ontrup, F. Käpnick, F.-J. Mönks, H. Scheerer, C. Solzbacher (Hrsg.) (2012) LIT Verlag.
- Heterogenität als Herausforderung für schulisches Lernen. R. Schilmöller, C. Fischer (Hrsg.) (2011) Münster: Aschendorff Verlag.
- Was ist guter Unterricht? Qualitätskriterien auf dem Prüfstand. C. Fischer, R. Schilmöller (Hrsg.) (2010) Münster: Aschendorff Verlag.

## Auszeichnungen
- „Gutes Morgen Münster“ Verliehen von: Stadt Münster, Westfälische Nachrichten, Antenne Münster, Stiftung Bürger für Münster, Münstersche Zeitung, Sparkasse Münsterland Ost

Verleihung erfolgte am: 15. November 2015. Art der Preisverleihung: Forschungspreis oder andere Auszeichnung
- 1. Kongresspreis der Stadt Münster für den 4. Münsterschen Bildungskongress sowie die 13. Internationale ECHA-Konferenz im Jahr 2012

Verliehen von: Kongressinitiative Münster. Verleihung erfolgte am: 15. Mai 2014 Art der Preisverleihung: Forschungspreis oder andere Auszeichnung